# Kirk Douglas
Kirk Douglas - egentlig Issur Danielovitch Demsky (født 9. december 1916, død 5. februar 2020) var en amerikansk filmskuespiller, producer, instruktør og forfatter.

## Opvækst
Douglas var eneste søn blandt syv søskende. Forældrene var russiske jøder, der endte i Amsterdam, en provinsby i delstaten New York cirka 250 kilometer nord for New York City og 50 kilometer nordvest for delstatens hovedstad Albany. Hans fødenavn var Issur Danielovitch, men hans forældre antog snart efternavnet Demsky, og selv kaldte han sig Izzy som fornavn.

## Ægteskaber og børn
Douglas giftede sig med Anne Buydens (født 1919) i 1954 efter at være blevet skilt fra sin første kone, Diana Hill, tre år tidligere. Anne Buydens overlevede ham, og parret nåede at fejre krondiamantbryllup i 2019.
Hans søn Michael Douglas er også filmskuespiller, mens sønnerne Joel Douglas og Peter Douglas begge er producere. Sønnen Eric Douglas (1958–2004) var skuespiller og stand-up komiker.
Sin 101-årsdag i 2017 fejrede Douglas i kørestol, mens hans svigerdatter Catherine Zeta-Jones hyldede ham for hans indsats for at bryde Hollywoods sorte liste, der udelukkede filmfolk med påstået kommunistiske sympatier.

## Filmografi
- 2008		Meurtres à l'Empire State Building (TV)		Jim Kovalski
- 2004		Illusion		Donald Baines
- 2003		It Runs in the Family		Mitchell Gromberg
- 2000		En engel ved min side (TV)		Ross Burger
- 1999		Diamonds		Harry Agensky
- 1996		Simpsons (TV)		Chester J. Lampwick
- 1995		Don Henley: The Garden of Allah (Video)		The Devil
- 1994		Take Me Home Again (TV)		Ed Reece
- 1994		Den gamles grunker		Uncle Joe
- 1992		The Secret (TV)		Grandpa Mike Dunmore
- 1991		Tales from the Crypt (TV)		General Kalthrob
- 1991		Veraz		Quentin
- 1991		Oscar - fingrene væk fra min datter		Eduardo Provolone
- 1988		Inherit the Wind (TV)		Matthew Harrison Brady
- 1987		Queenie (TV)		David Konig
- 1986		Bare én gang til		Archie Long
- 1985		Amos (TV)		Amos Lasher
- 1984		Draw! (TV)		Harry H. Holland aka Handsome Harry Holland
- 1983		Med strømeren i hælene		Carl 'Buster' Marzack
- 1982		Remembrance of Love (TV)		Joe Rabin
- 1982		The Man from Snowy River		Harrison / Spur
- 1980		USS Nimitz - forsvundet i Stillehavet		Capt. Matthew Yelland
- 1980		Dødskamp på Saturn 3		Adam
- 1979		Super 8 manse		Dr. Tuttle 'The Maestro'
- 1979		Cactus Jack		Cactus Jack
- 1978		Den hemmelige kraft		Peter
- 1977		Fem minutter i tolv		Robert Caine
- 1976		Arthur Hailey's the Moneychangers (TV)		Alex Vandervoort
- 1976		Victory at Entebbe (TV)		Hershel Vilnofsky
- 1975		Én gang er ingen gang		Mike Wayne
- 1975		Eftersøgt for togrøveri		Howard Nightingale
- 1974		Mousey (TV)		George Anderson
- 1973		Scalawag		Peg
- 1973		Dr. Jekyll and Mr. Hyde (TV)		Dr. Jekyll / Mr. Hyde
- 1972		Un uomo da rispettare		Steve Wallace
- 1972		The Special London Bridge Special (TV)		The Indian Fighter
- 1971		Catch Me a Spy		Andrej
- 1971		Gunfight		Will Tenneray
- 1971		Fyret ved verdens ende		Denton
- 1970		Slangen		Paris Pitman, Jr.
- 1969		Ordnede forhold		Eddie Anderson
- 1968		Mafia-brødrene		Frank Ginetta
- 1968		The Legend of Silent Night (TV)		Narrator
- 1968		Laugh-In (TV)
- 1968		Den hårde kerne		Jim Schuyler
- 1967		Panser-diligencen		Lomax
- 1967		Vejen mod vest		Senator William J. Tadlock
- 1966		Brænder Paris?		Gen. George S. Patton Jr.
- 1966		Skyggen af en gigant		Col. David 'Mickey' Marcus
- 1966		The Lucy Show (TV)		sig selv
- 1965		Telemarkens helte		Rolf
- 1965		Første sejr		Eddington
- 1964		7 dage i maj		Col. Martin 'Jiggs' Casey
- 1963		Pengene eller pigerne		Deke Gentry
- 1963		Den sidste på listen		George Brougham / Vicar Atlee / Mr. Pythian / ...
- 1963		Krogen		Sgt. P.J. Briscoe
- 1962		To uger i Rom		Jack Andrus
- 1962		Lonely Are the Brave		John W. "Jack" Burns
- 1961		Storm over Rio Grande		Brendan 'Bren' O'Malley
- 1961		Byen uden nåde		Maj. Steve Garrett
- 1960		Spartacus		Spartacus
- 1960		Fremmede når vi mødes		Larry Coe
- 1959		U-båden der rødmede		Welding Seaman (uncredited)
- 1959		Djævlens discipel		Richard Dudgeon
- 1959		Sidste tog fra Gun Hill		Marshal Matt Morgan
- 1958		Vikingerne		Einar
- 1957		Ærens vej		Col. Dax
- 1957		Sheriffen fra Dodge City		Doc Holliday
- 1957		General på vulkaner		Maj. Gen. Melville A. Goodwin
- 1956		Filmen om Van Gogh		Vincent Van Gogh
- 1955		Indian Fighter		Johnny Hawks
- 1955		Pigtråd		Dempsey Rae
- 1955		Den farlige leg		Gino Borgesa
- 1954		En verdensomsejling under havet		Ned Land
- 1954		The Jack Benny Program (TV)		sig selv
- 1954		Ulisse		Ulysses
- 1953		Amerikanerpiger i Paris		Robert Teller
- 1953		The Juggler		Hans Muller
- 1953		Tre slags kærlighed		Pierre Narval (segment "Equilibrium")
- 1952		Illusionernes by		Jonathan
- 1952		Pelsjægerne		Jim Deakins
- 1952		Big Trees		Jim Fallon
- 1951		Politistation 21		Det. James McLeod
- 1951		Forside-sensation!		Chuck Tatum
- 1951		Vejen til Santa Loma		Marshal Len Merrick
- 1950		Glasmenageriet		Jim O'Connor
- 1950		Ung mand med trompet		Rick Martin
- 1949		Champion		Midge
- 1949		Husveninden		George Phipps
- 1948		Sekretær søges		Owen Waterbury
- 1948		The Walls of Jericho		Tucker Wedge
- 1947		Nat over New York		Noll 'Dink' Turner
- 1947		Out of the Past		Whit
- 1947		Sorg klæder Elektra		Peter Niles
- 1946		Den gådefulde Martha Ivers		Walter O'Neil